# Токарёвка (Тамбовская область)
 Токаревка  — рабочий посёлок, административный центр Токарёвского муниципального округа Тамбовской области.

## География
Расположен в южной части области, в 78 километрах к югу от Тамбова, на берегах реки Большой Эртиль. Одноимённая железнодорожная станция на линии Грязи—Поворино.

## История
Административно входила в состав Тамбовского уезда.
Статус посёлка городского типа — с 1968 года.

## Население
| 1959  | 1970  | 1979  | 1989  | 2002  | 2006  | 2009  | 2010  | 2012  |
| ----- | ----- | ----- | ----- | ----- | ----- | ----- | ----- | ----- |
| 6530  | ↗7027 | ↗7555 | ↗8111 | ↘7441 | ↘7375 | ↗7424 | ↘6929 | ↗6939 |
| 2013  | 2014  | 2015  | 2016  | 2017  | 2018  | 2019  | 2020  | 2021  |
| ↗6988 | ↘6903 | ↘6795 | ↘6781 | ↘6676 | ↘6582 | ↘6488 | ↘6426 | ↘6420 |

Национальный состав
По итогам переписи населения 2020 года проживали следующие национальности (национальности менее 0,1 % и другое, см. в сноске к строке «Другие»):
| Национальность | Численность, чел. | Доля     |
| -------------- | ----------------- | -------- |
| Русские        | 5895              | 91,82 %  |
| Узбеки         | 81                | 1,26 %   |
| Таджики        | 78                | 1,21 %   |
| Цыгане         | 67                | 1,04 %   |
| Армяне         | 48                | 0,75 %   |
| Украинцы       | 31                | 0,48 %   |
| Азербайджанцы  | 31                | 0,48 %   |
| Табасараны     | 15                | 0,23 %   |
| Другие         | 174               | 2,73 %   |
| Итого          | 6420              | 100,00 % |

## Экономика
Комбинат хлебопродуктов, мясокомбинат, элеватор, токарёвская птицефабрика.

## Достопримечательности
- Памятник погибшим воинам в годы Великой Отечественной войны.
- Памятник участникам гражданской войны.
- Липовая аллея.
- Памятник «Я люблю Токаревку».